# Villa Carducci-Pandolfini
La Villa Carducci-Pandolfini est un palais rural historique situé sur la Via Guardavia, sur la route entre Legnaia et Soffiano . Il est situé dans les limites de la ville de Legnaia. La propriété fait maintenant partie du Polo Museale de Toscane et n'est ouverte que sur rendez-vous.
La villa fortifiée du XVe siècle abrite une tour du XIVe siècle. Elle est surtout connue pour les fresques d' hommes et de femmes illustres peinte en 1455 par Andrea del Castagno dans une loggia.
Redécouvertes en 1847, les fresques ont été détachées et exposées à Florence. Déplacés après les inondations, elles  sont désormais entreposés à la Galleria degli Uffizi.
Les fresques représentent: 
- Pippo Spano (condottiere florentin sous l'empereur Sigismond combattant les Sarrasins)
- Farinata degli Uberti (capitaine florentin  Ghibellin)
- Niccolò Acciaioli (fondateur de la Certosa del Galluzzo )
- Cumaean Sybil
- Reine Esther
- Reine Tomyris (célèbre pour avoir mis fin au règne de Cyrus le Grand)
- Dante Alighieri
- Pétrarque
- Giovanni Boccaccio

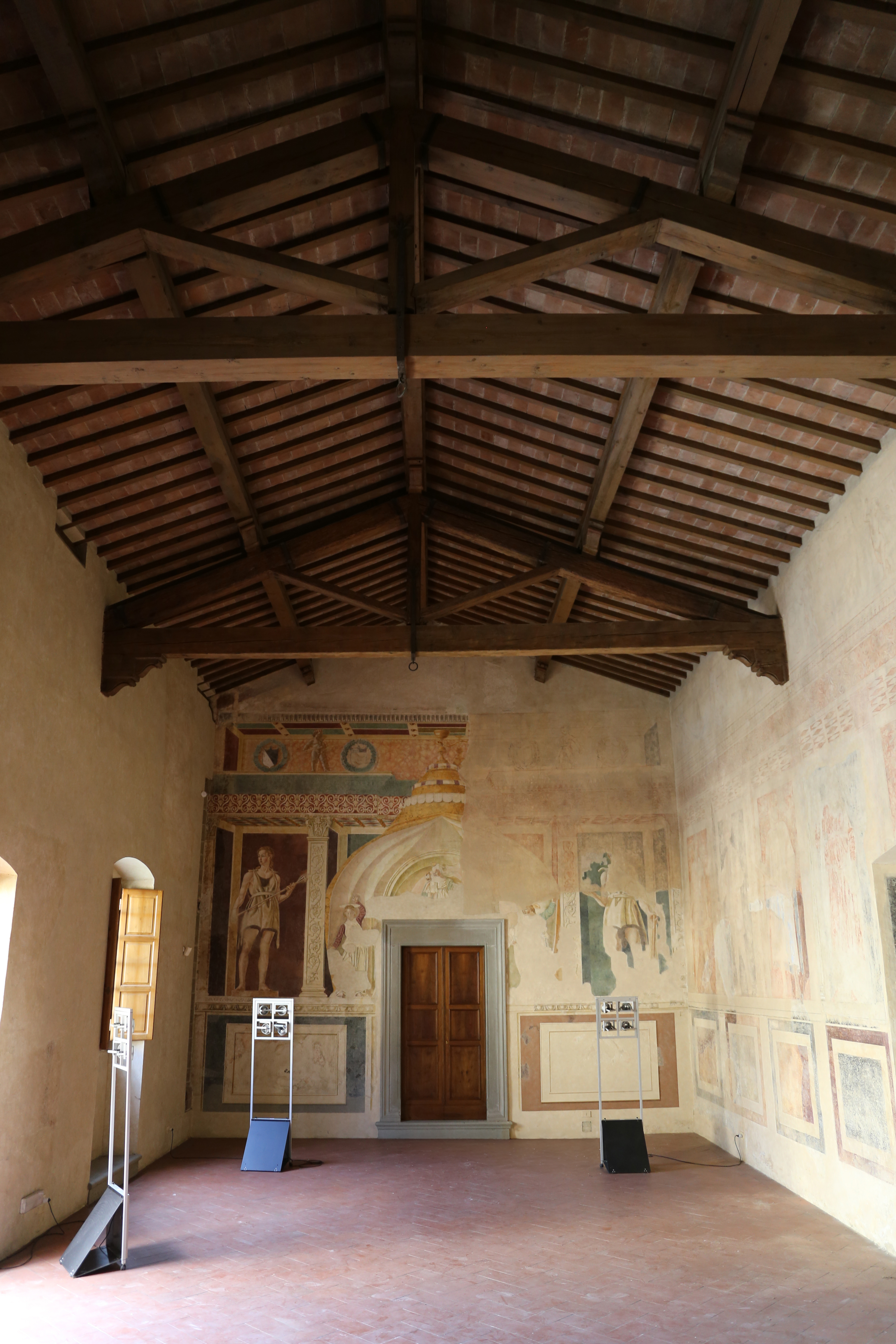
La salle des Hommes et Femmes illustres, autrefois loggia ouverte
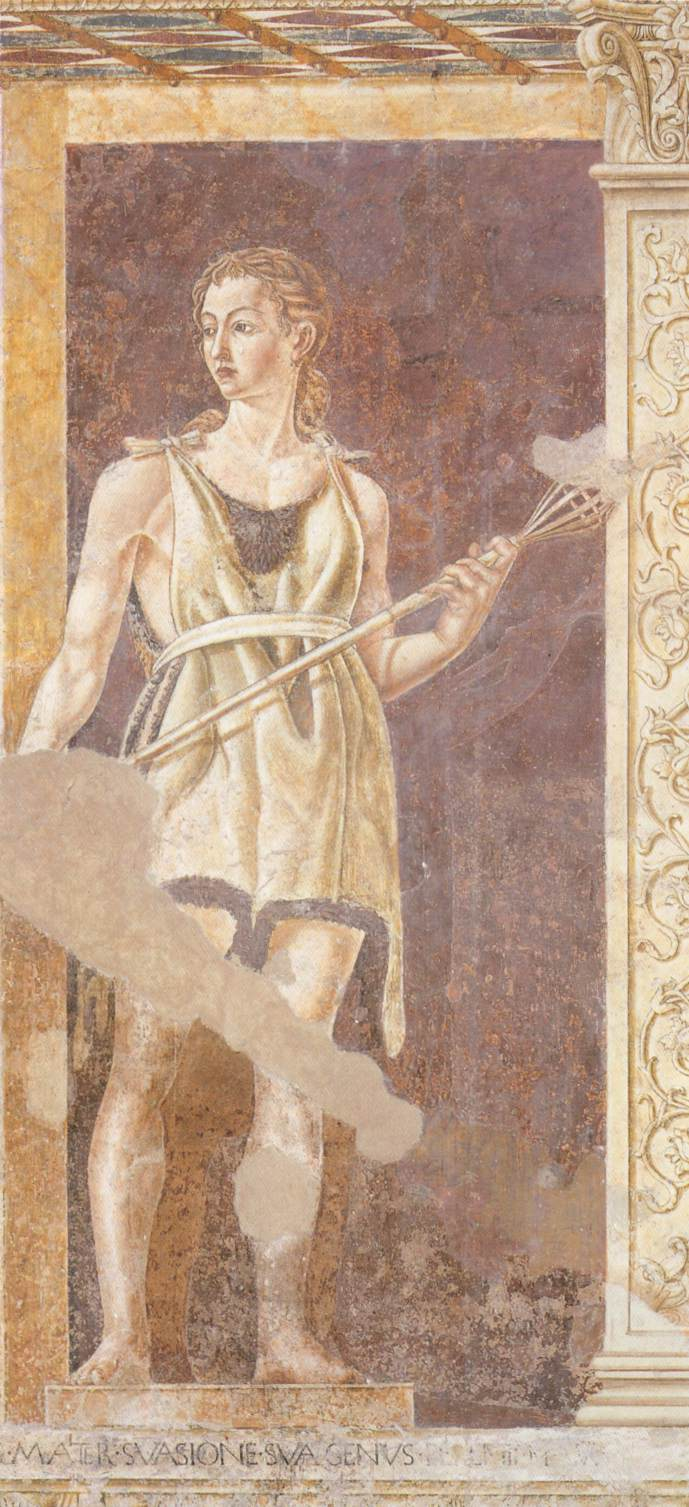
Eva
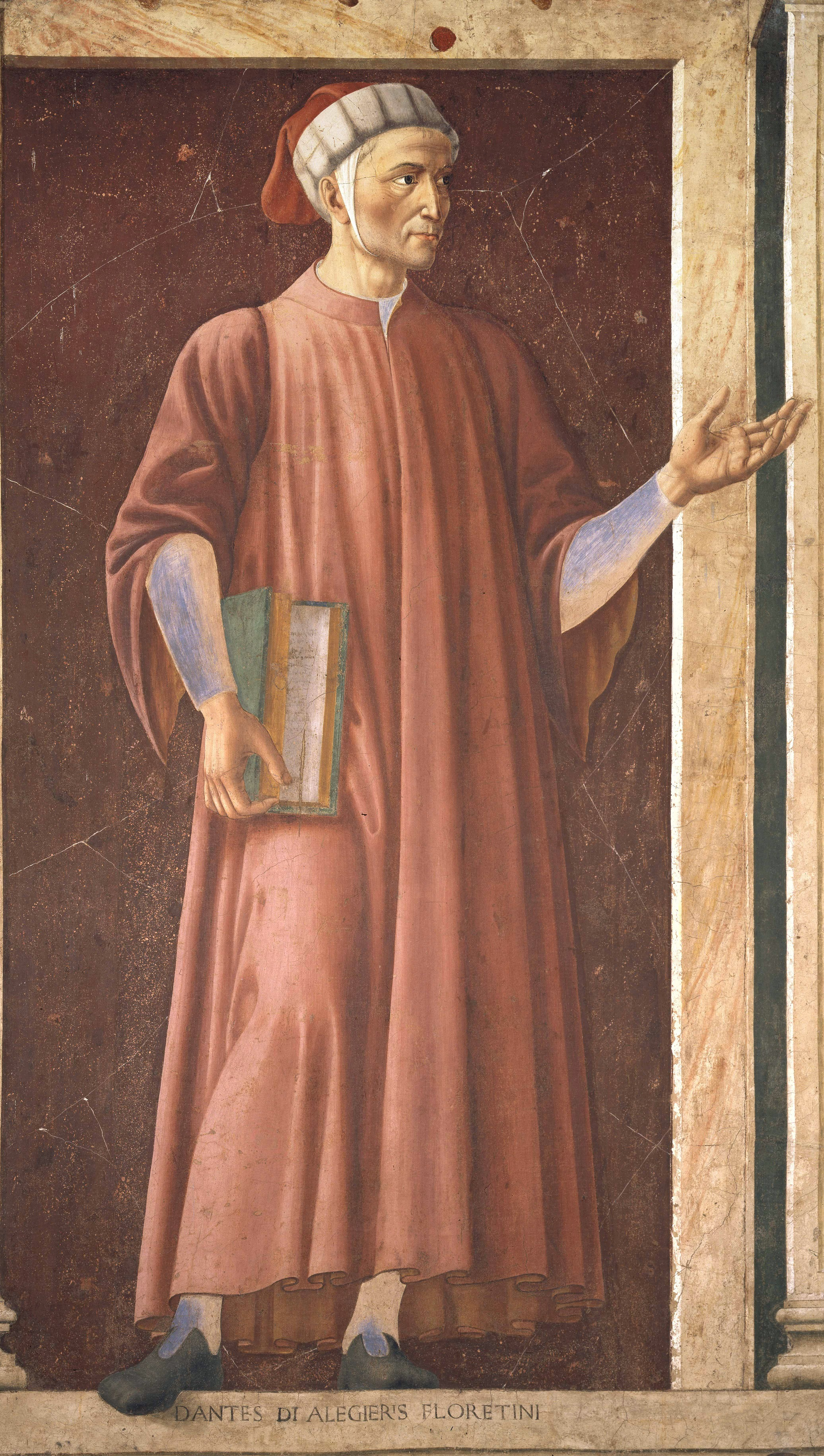
Dante Alighieri
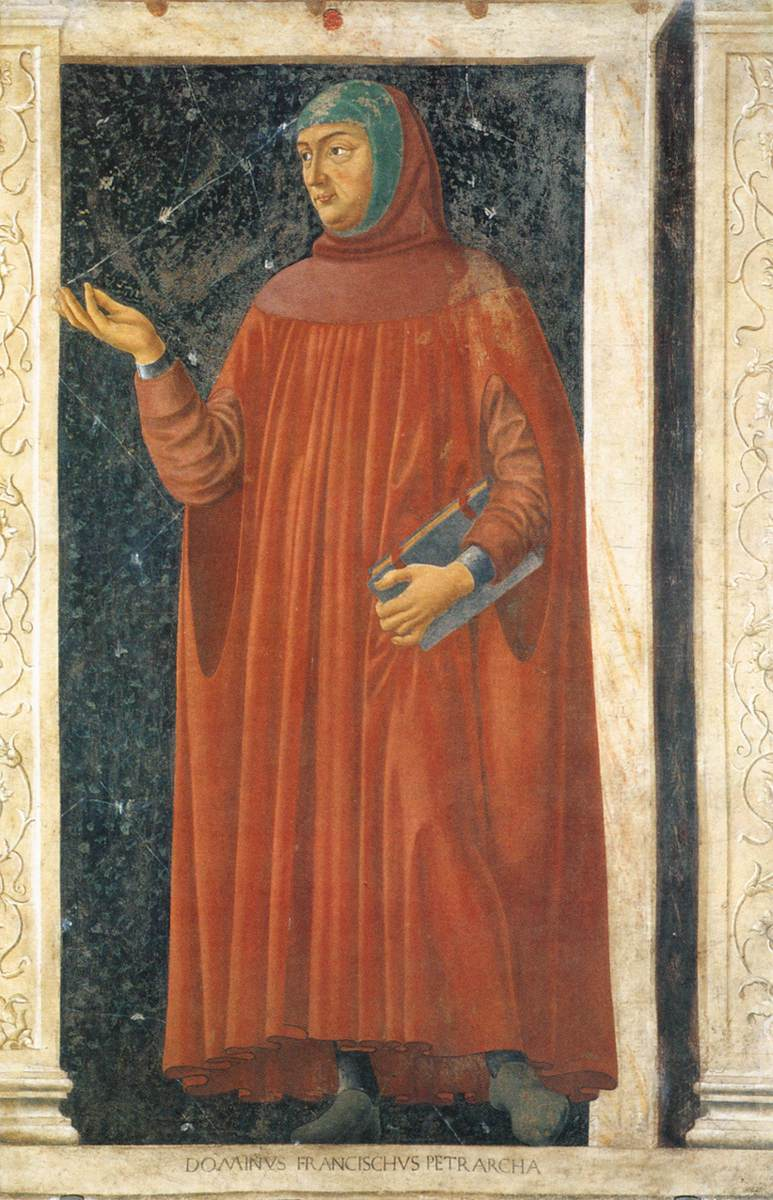
Francesco Petrarca

Actuellement, certaines chambres conservent des fresques (1472) in situ représentant la Vierge à l'Enfant, Adam et Eve et divers putti et guirlandes.